# Loa (nicienie)
Loa – rodzaj nicieni z rodziny Filariidae.
Przedstawiciele rodzaju:
- Loa loa